# 家督相続復活決議
家督相続復活決議（かとくそうぞくふっかつけつぎ）は、1973年（昭和48年）に熊本県の町村議会を中心に広げられた、日本国憲法第24条を改正して家督相続の復活を求める政治運動である。
同決議運動は、1973年6月13日に泗水町議会が憲法24条を改正して「家督制度の復活と相続権の優位性」「家督相続人の直系相続扶養義務と祭祀主宰義務」を盛り込むように決議して国会に送付したことに始まり、以後県内各地に広まった。その背景には、県議会議長も務めた県政の重鎮・荒木豊雄の働きかけや、翌年9月14日に開かれた熊本県町村議会議長会での決議促進の申し合わせもあったが、農業県であった熊本県において、日本農業の衰退は家制度の廃止によるものではないかという議論が行われてきたところにあり、単純な保守系の運動ではなかったことが注目される。結果、1974年末までに当時熊本県に存在した87町村のうち、7割強にあたる62町村で同様の決議が行われるに至った。
ところが、1975年（昭和50年）1月20日に鹿児島市で開催された九州ブロック町村議会長会長会議において同決議の推進を提案したところ、反対論も根強く結果的に「継続審議」という形で実質上の否決となった。このため、同決議運動の行き場は失われ、自然消滅することとなった。